# In Through the Out Door
In Through the Out Door — восьмий і останній студійний альбом британського рок-гурту Led Zeppelin. Був записаний трохи більше ніж за три тижні на студії Polar Studios шведського гурту ABBA у Стокгольмі. Вийшов 15 серпня 1979 року під лейблом Swan Song.

## Огляд
Гурт дав альбомові таку назву для того, щоб показати нещодавні потрясіння. Серед них смерть сина Робета Планта Карака, та податкове вигнання, у якому опинився гурт з легкої руки адміністрацій Гарольда Вілсона та Джеймса Калагана (прем'єр-міністри Великої Британії). Це далося в знаки й іншим гуртам країни, серед яких слід відзначити Rolling Stones. Спроба повернутися до публіки було подібним до «спробувати увійти через вихід» (англ. «trying to get in through the 'out' door») .
Контрастуючи з попередніми альбомами Led Zeppelin, In Through the Out Door створювався під величезним впливом басиста та клавішника гурту Джона Пола Джонса та вокаліста Роберта Планта. Майже непомітний внесок ударника Джона Бонама та гітариста Джиммі Пейджа. Дві пісні альбому —  «South Bound Saurez» та «All My Love» — єдині пісні Led Zeppelin, у створенні яких Пейдж не брав участі. Джон Бонам був учасником запису лише «Bonzo's Montreux», барабанне соло, написане власне Бонамом, та «Darlene», пісні у стилі буґі-вуґі. Проте, обидві ці пісні ввійшли лише до збірки Coda у 1982 році, вже після розпаду гурту. Обидва останніх члени гурту часто не з'являлися під час запису у студії. Це пояснюється тим, що Бонзо боровся з алкоголізмом, а Пейдж намагався покинути вживати героїн . Саме тому більшість пісень вдень записувалися Джонсом і Плантом, а Пейдж і Бонам записували свої партії вночі. Джонс згадував:
|  | Було два особливих табори на той час, і ми (я і Плант) були відносно одні. |

Пейдж і Бонам виразили своє ставлення до альбому пізніше. У своєму інтерв'ю журналові Guitar World у 1998 році, Пейдж заявив, що він та Бонам:
|  | … відчували, що In Through the Out Door дуже м'який. Я дійсно не був зацікавлений у «All My Love». Я трохи хвилювався за приспів. І я думав, що це не наше. Це не наше. Начебто все було нормально, але я не бажав продовжувати цей напрям у майбутньому. |

Композиції «Wearing and Tearing», «Ozone Baby» та «Darlene» були записані під час сесій для цього альбому, але вони не потрапили до трек-листу альбому. Це пов'язано з тим, що для них не вистачало місця на платівці. Вони пізніше з'явилися у альбомі Coda, який побачив світ трьома роками пізніше.
Альбом хотіли випустити приблизно до подвійного концерту в Небворті у 1979 році, але випустили пізніше. Причиною були самі концерти. Плант жартома посилався на затримки іноді під час роботи 4 серпня.
Альбом посів перше місце у чартах Billboard ще на першому тижні після випуску — рекорд для гурту. Як результат цього, весь каталог Led Zeppelin опинився у Billboard Top 200 на 8 днів: з 27 жовтня до 3 листопада 1979. На цей час зареєстровано понад 6 мільйонів проданих копій альбому у США.
In Through the Out Door став останнім студійним альбомом Led Zeppelin. 25 вересня 1980 року загинув ударник гурту Джон Бонам.

### Нумерація у каталогах
- США — Swan Song SS16002
- Велика Британія — Swan Song SSK59410

## Конверт та обкладинка[6]
In Through the Out Door ще раз продемонстрував оригінальність гурту в плані оформлення обкладинок та конвертів своїх альбомів — він вийшов з шістьма різними обкладинками. Дизайнерами виступили студія Hipgnosis. Альбом було запаковано у світло-брунатну паперову обгортку, тому покупець не міг знати, який саме варіант обкладинки дістанеться йому. Це був суто маркетинговий хід Джиммі Пейджа, який спрямований, перш за все, на збільшення продаж. Фанат-колекціонер не міг стриматися щоб не придбати всі 6 варіантів обкладинки. Це було легко зробити, оскільки на зовнішньому пакеті була маленька літера від «А» до «F». Саме вони позначали версію обкладинки, яка були усередині.

Схема, яка зображує положення всіх шістьох спостерігачів за «Джоном». У відтінках червоного — спостерігачі, у зелених — «Джон»

Лицьова сторона упаковки конверту альбому
Задня сторона упаковки конверту альбому

Кожне зображення є «поглядом» кожного з шести людей, які знаходяться у маленькому барі на сьомого, «Джона» (ім'я взято з рядка листа «Dear John», яке зображено на внутрішньому конверті з тонкого паперу). «Джон» — людина, якого покинула жінка, і він намагається забутися у цьому барі. Він є центром всієї композиції.
В оформленні обкладинок є цікавий елемент. На лицьовій стороні зображено «Джона», а на задній можна побачити ту людину, очима якої ми бачили «Джона» на обкладинці.
Лицьова сторона конверту D і задня конверту А мають спільний ракурс, але це різні фотографії. Отже, маємо 6 різних обкладинок та 12 різних фотографій.
Всі шість варіантів оформлення конверту та особи, очима яких бачимо «Джона»:

Лицьова сторона конверту А: Чоловік, який стоїть з відкритим гаманцем
Задня сторона конверту А: Жінка, яка сидить на краю барної стійки
Лицьова сторона конверту В: Жінка, яка стоїть на краю барної стійки, спершись ліктем до стіни
Задня сторона конверту В: Піаніст
Лицьова сторона конверту С: Бармен
Задня сторона конверту С: Жінка, яка спирається на музичний автомат
Лицьова сторона конверту D: Жінка, яка сидить на краю барної стійки
Задня сторона конверту D: Чоловік, який стоїть з відкритим гаманцем
Лицьова сторона конверту Е: Піаніст
Задня сторона конверту Е: Жінка, яка стоїть на краю барної стійки, спершись ліктем до стіни
Лицьова сторона конверту F: Жінка, яка спирається на музичний автомат
Задня сторона конверту F: Бармен

Конверт має ще декілька цікавих деталей. Так, на обороті конверту Е та на лицьовій стороні В під написом про ліцензійні права є напис «Contains Lead» (укр. Містить свинець). Цей напис читається лише на вінілових платівках, на компактах його не розібрати. У 80-х роках компанії звукозапису припинили випуск 5 обкладинок, залишивши лише варіант F.
Окрім цього, кожний конверт має ще один внутрішній з тонкого паперу. На ньому зображено у чорно-білих кольорах різні предмети, які лежать на стійці бару: склянки зі спиртним, гроші, сигари, посуд і т. ін. Якщо цей папір трошки змочити, то зображення прийме пастельні кольори. Воду краще наносити з якогось розприскувача.

Лицьова сторона упаковки внутрішнього конверту
Задня сторона упаковки внутрішнього конверту
Перша сторона платівки

Коли випускався перший компакт-диск, як обкладинку взяли лицьову сторону конверта В. Річ у тім, що на цій фотографії можна побачити майже всіх учасників сцени в барі (так само, як і на задній конверту Е). У Remasters використано три різні фотографії: лицьова сторона з конверту В, а внутрішній конверт та задня сторона з конверту С.

## Список композицій

### Перша сторона
1. «In the Evening» (Джиммі Пейдж, Джон Пол Джонс, Роберт Плант) — 6:49
(укр. Ввечері)
2. «South Bound Saurez» (Джонс, Плант) — 4:12
(укр. Південний напрям на Саурес)
3. «Fool in the Rain» (Джонс, Пейдж, Плант) — 6:12
(укр. Дурень під дощем)
4. «Hot Dog» (Пейдж, Плант) — 3:17
(укр. Хот-доґ)

### Друга сторона
1. «Carouselambra» (Джонс, Пейдж, Плант) — 10:31
(укр. Круг відьми)
2. «All My Love» (Джонс, Плант) — 5:53
(укр. Вся моя любов)
3. «I'm Gonna Crawl» (Джонс, Пейдж, Плант) — 5:30
(укр. Я повзтиму)

## Учасники запису

### Led Zeppelin
- Джиммі Пейдж — електрична гітара, акустична гітара, продюсер
- Роберт Плант — вокал
- Джон Бонам — перкусія
- Джон Пол Джонс — клавішні, бас-гітара
- Пітер Ґрант — менеджер, продюсер

### Технічний персонал
- Лейф Масес — інженер
- Ленард Естлунд — помічник інженера
- Hipgnosis — дизайн обкладинки

## Відгуки у поп-культурі
- Одна з серій шпигунського телесеріалу «Її звали Нікіта» має назву альбому, хоча музика з нього не використовується.
- У п'ятій серії першого сезону мультсеріалу «Брати Вентура», Хенк Вентура риється у коробці касет, які належать Броку Семсону. Хенк знаходить In Through the Out Door і питає Брока, чи можна прослухати касету. Семсон забороняє, мотивуючи це тим, що цей специфічний альбом навіює спогади про єдину жінку, яку він коли-небудь кохав. Також він не хотів чути цієї музики, оскільки вважав, що «Zep здали на цьому».
- Пісня Прінса «Raspberry Beret» включає рядок «She walked in through the out door, out door».

## Положення у чартах

### Альбом
| Рік  | Чарт                                 | Позиція      |
| ---- | ------------------------------------ | ------------ |
| 1979 | Billboard Pop Albums (Billboard 200) | 1 (7 тижнів) |

### Сингли
| Рік  | Сингл              | Чарт                                      | Позиція |
| ---- | ------------------ | ----------------------------------------- | ------- |
| 1979 | «All My Love»      | Billboard Pop Singles (Billboard Hot 100) | 50      |
| 1980 | «Fool In the Rain» | Billboard Pop Singles (Billboard Hot 100) | 21      |

## Продажі
| Контролер  | Показник      | Продаж    |
| ---------- | ------------- | --------- |
| RIAA (США) | 6x Платиновий | 6 000 000 |